# Le braci

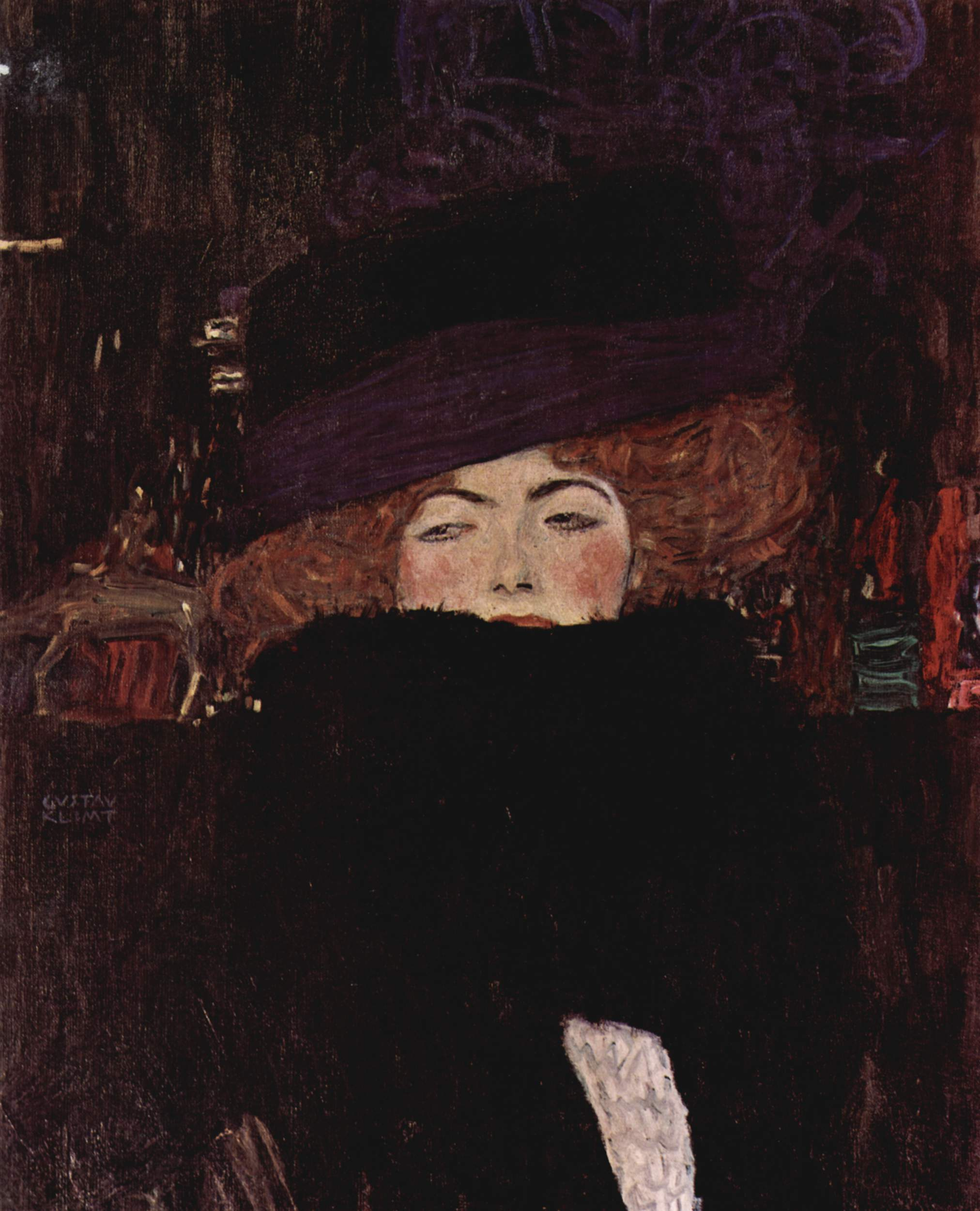
Gustav Klimt, Donna con cappello e boa di piume (immagine di copertina di un'edizione Adelphi)

Le braci (titolo originale A gyertyák csonkig égnek, letteralmente Le candele bruciano fino in fondo) è un romanzo dello scrittore ungherese Sándor Márai, pubblicato senza successo per la prima volta in Ungheria, nel 1942, poi in tedesco nel 1950, in ungherese nel 1990 e, in italiano, nel 1998. Nonostante sia stato per l'autore il primo grande successo editoriale internazionale, Márai dichiarò di non amare questo romanzo, ritenendolo "eccessivamente romantico".

## Trama

### "Un sentimento, noto soltanto agli uomini, che si chiama amicizia"
Il romanzo è ambientato nel 1940 in un castello ai piedi dei Carpazi. È il 15 agosto, la sera l'aria comincia a rinfrescarsi. Henrik è figlio di un ufficiale della Guardia reale, ha fatto carriera nell'esercito, di cui è diventato generale. Mentre attende la visita dell'amico d'infanzia, rivede la propria vita. Da giovani Henrik e Konrad sono stati "come gemelli nell'utero materno", anche se Henrik proviene da una ricca famiglia della nobiltà, mentre Konrád è figlio di un barone povero. “Non ebbero bisogno di stringere patti di amicizia come fanno di solito i ragazzi della loro età, che indulgono con passionalità enfatica a rituali ridicoli e solenni, nella forma inconsapevole e grottesca in cui il desiderio si manifesta tra gli uomini quando decide per la prima volta di strappare il corpo e l'anima di un'altra persona al resto del mondo per possederla in maniera esclusiva. Il senso dell'amore e dell'amicizia è tutto qui. La loro amicizia era seria e silenziosa come tutti i grandi sentimenti destinati a durare una vita intera.” (Márai, pg. 37)

### L'educazione viennese
Hanno passato l'adolescenza assieme, in un collegio militare per l'aristocrazia a Vienna. Henrik ricco e disinvolto ma cagionevole e bisognoso di affetto, con una innata predisposizione alla vita militare, e un profondo senso del proprio ruolo nello Stato e delle responsabilità verso la Corte, di cui suo padre era stato diretto servitore. Konrad forte e determinato ma figlio di una famiglia di funzionari poveri che, dalla Galizia, allora parte dell'Impero austro-ungarico, risparmiano ogni fiorino, togliendosi il pane di bocca, per mantenerlo con tutti gli agi, nel costoso mondo della capitale imperial-regia. Temperamento artistico, musicista dilettante, di cui il padre del generale, ufficiale della Guardia imperiale, dice con sentenza lapidaria: "Non sarà mai un soldato".

### La lettera di Konrad
Il racconto inizia con queste parole: "In mattinata il generale si soffermò a lungo nella cantina del vigneto. Vi si era recato all'alba insieme al vignaiolo perché due botti del suo vino avevano cominciato a fermentare. Quando finì di imbottigliarlo e fece ritorno a casa, erano già le undici passate. Ai piedi delle colonne, sotto il portico lastricato di pietre umide ricoperte di muffa, lo attendeva il guardiacaccia, che porse una lettera al padrone appena arrivato"...«Cosa vuoi?» disse il generale, e si arrestò con aria seccata. Spinse indietro sulla fronte il cappello di paglia a tesa larga che gli ombreggiava il viso arrossato. Da anni ormai non apriva né leggeva lettere. La corrispondenza veniva aperta e selezionata da un impiegato nell'ufficio dell'intendente. «L'ha portata un messo» disse il guardiacaccia, e rimase fermo sull'attenti. Il generale riconobbe la grafia, prese la lettera e se la ficcò in tasca. (Márai, pg. 11) La lettera che tanto ha turbato Henrik e ha rimesso in moto l'intero castello, "che tornò a vivere come un meccanismo cui sia stata ridata la carica", è di Konrad, che gli annuncia di essere al villaggio, presso la locanda dell'Aquila bianca. Henrik decide di invitarlo a cena e di preparare tutto come quarantun anni fa, quando i due uomini e Krisztina, la moglie del generale, per l'ultima volta, si trovarono assieme al castello. Krisztina ormai è morta da molto tempo e quindi Konrad è l'unico che può rispondere alle domande del generale. Domande angosciose che ha continuato a porsi in questi quarant'anni. "Come le persone appartenenti allo stesso gruppo sanguigno sono le uniche che possano donare il loro sangue a chi è vittima di un incidente, così anche un'anima può soccorrerne un'altra solo se non è diversa da questa, se la sua concezione del mondo è la stessa, se tra loro esiste una parentela spirituale" (Márai, pg. 86).

### La caccia
Domande che sono al cuore del racconto: imperniato sulla giornata del 2 luglio 1899. All'alba di quel giorno, Henrik e Konrad si avviano verso il fitto del bosco della tenuta, per cacciare il cervo. Sono soli. Il guardiacaccia è più avanti sulla cresta della valle. Camminano in fila lungo il sentiero. Il generale precede Konrad di una ventina di metri. Improvvisamente, nella radura, a trecento passi di distanza dai due, compare il cervo. Konrad è in posizione arretrata e non potrebbe sparare perché Henrik è esattamente sulla sua linea di tiro. Eppure Henrik sente lo scatto del cane e "Come se vedesse perfettamente quello che accade alle sue spalle", sente che Konrad ha sollevato il fucile e lo ha puntato contro di lui. Capisce che l'amico vuole ucciderlo. Potrebbe buttarsi per terra o fuggire, girarsi bruscamente e urlare. Ma non lo fa. Aspetta il colpo, immobile. "Esattamente dopo trenta secondi, non uno di più", percepisce che Konrad sta abbassando il fucile. L'attimo è passato. Non sparerà.

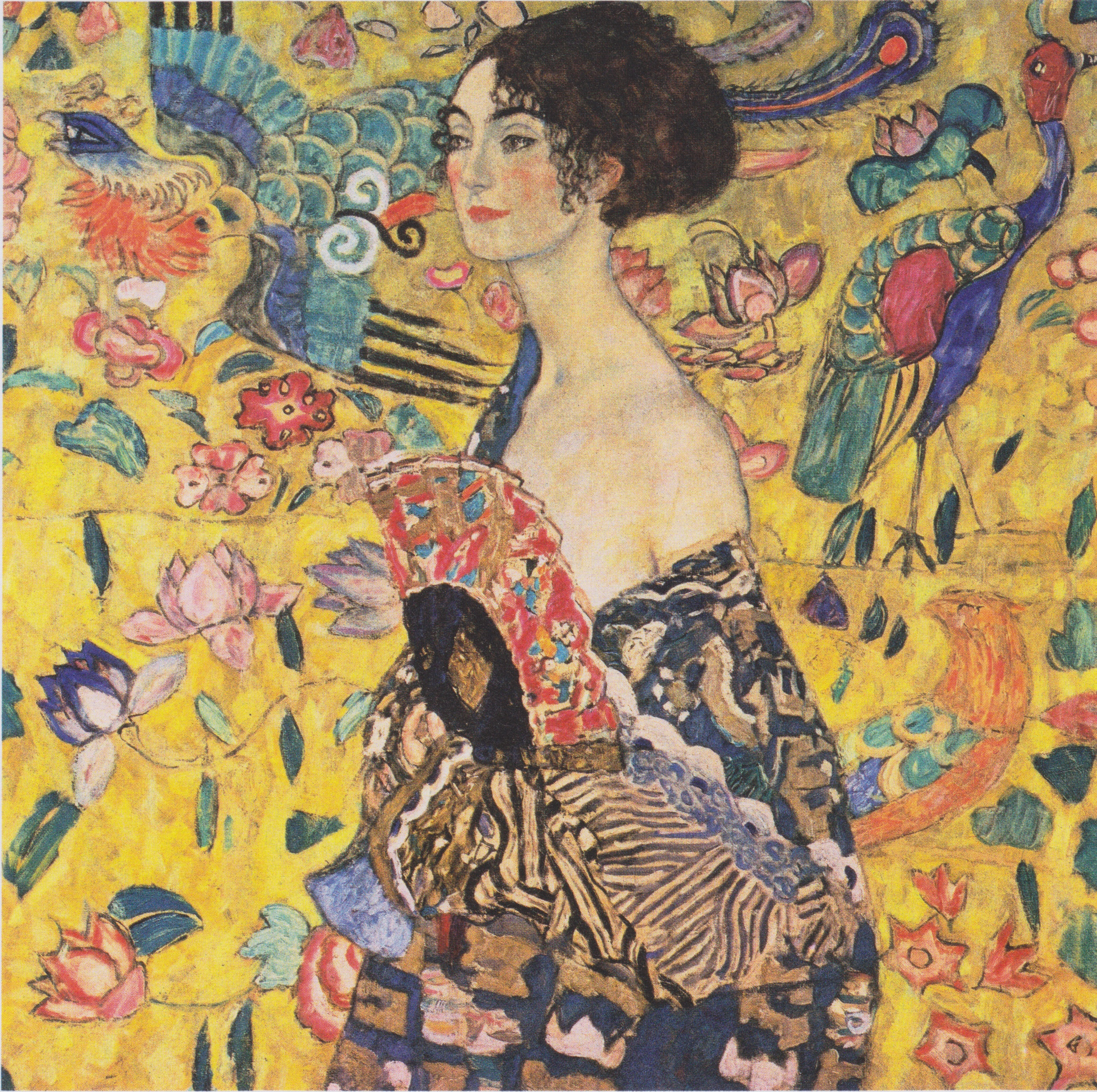
Gustav Klimt, Dama con ventaglio. "Nel castello le pareti erano ricoperte di tappezzerie di seta francese, dalle tinte delicate - azzurro, verde pallido e rosa. Tutti gli anni la madre di Henrik sceglieva personalmente le tappezzerie e i mobili nei negozi francesi" (Márai)

### La fuga di Konrad
Da quel momento tutto precipita: dopo più di vent'anni di amicizia indissolubile Konrad sparisce senza lasciare un biglietto. Henrik va a casa dell'amico dove trova l'attendente. In quella casa non era mai stato. Konrad aveva sempre evitato di invitarlo. Preferiva andare al castello, dove si recava quasi tutte le sere per cenare con l'amico e Krisztina. Henrik pensava che si vergognasse della casa e si aspettava di trovare una stanza modesta e pochi arredi indispensabili. Con sua grande sorpresa invece la casa è splendida, sia pure non molto grande, è arredata con gusto raffinato e piena di oggetti di pregio.

### Il tradimento
Improvvisamente entra anche Krisztina, vede il marito, si volta a guardare la stanza in cui c'è un'ottomana, che è in realtà un letto alla francese a due posti. Volge gli occhi sconsolata e dice: "È fuggito come un vigliacco". Sarà l'ultima volta che Henrik e Krisztina si parlano. Ma lui non le chiede niente. La donna dà un'ultima occhiata in giro, come chi sta dicendo addio a ciò che conosce fin troppo bene, ed esce. Henrik ha capito quasi tutto. Ha capito che Krisztina lo tradiva con Konrad ed era stata molte volte in quella casa, ha capito che l'amico voleva ucciderlo, ed è fuggito per non dover subire le conseguenze del suo tradimento. Henrik decide di non vedere più la moglie e si trasferisce, come aveva fatto suo padre, nel casino di caccia, dove vive per otto anni, finché Krisztina muore, senza che nessuno dei due abbia ceduto, cercando l'altro per primo. Ora attende l'arrivo di Konrad con trepidazione: è l'unico che può dargli delle spiegazioni su quella vicenda, accaduta quarant'anni prima, di cui entrambi sono rimasti prigionieri per il resto della loro vita.

### Le domande del generale
Le domande che deve porre all'amico sono due. Ma sembra che Henrik voglia più che altro sfogarsi, abbia bisogno di vomitare tutto il risentimento e la solitudine che ha rimuginato in quarant'anni. Konrad è disposto a parlare, a spiegare, anche se come dice: "Alle domande più importanti si risponde sempre con la propria stessa vita". Ha passato quarant'anni ai Tropici, "che consumano l'uomo come la ruggine consuma il ferro". Ne parla volentieri ma si tiene sulle generali, fino a quando Henrik pone la prima domanda: "Krisztina era al corrente del fatto che mi volevi uccidere?". Konrad si rifiuta di rispondere. Henrik ha in mano il diario della moglie, dove Krisztina annotava tutto, è certo che li dentro ci siano comunque le risposte che cerca. Porge il diario sigillato al vecchio amico. Questi non lo prende. Henrik lo lancia nel fuoco. Il rivestimento di velluto stenta a bruciare, poi le pagine si arricciano, per un attimo s'intravede la scrittura appuntita della donna, morta tanti anni prima. Con una fiammata tutto si riduce in cenere. "Quando il destino, sotto qualsiasi forma, si rivolge direttamente alla nostra individualità, quasi chiamandoci per nome, in fondo all'angoscia e alla paura esiste sempre una specie di attrazione, perché l'uomo non vuole soltanto vivere, vuole anche conoscere fino in fondo e accettare il proprio destino, a costo di esporsi al pericolo e alla distruzione. Si sacrifica volentieri agli dèi una parte di felicità, perché essi sono invidiosi, e se regalano a un comune mortale un anno di felicità, si può essere certi che prenderanno immediatamente nota di quel debito per poi esigerne la restituzione alla fine della vita, praticando tassi da usurai" (Márai, pg. 123).

### Due vecchi amici si salutano per sempre
Henrik pone l'ultima domanda, più filosofica: "Si può e soprattutto si deve restare fedeli alla passione che ci possiede, anche se questo significa distruggere la propria felicità e quella degli altri?" Konrad risponde "Perché me lo chiedi? Sai che è così". A questo punto la conversazione è finita, Konrad esce, è l'alba, fa freddo, i due vecchi, intirizziti e stanchi, si scambiano un saluto deferente, sulla soglia del castello. Sanno che non si rivedranno più. Henrik sale verso la sua camera, trova Nina, la vecchia governante, che lo bacia: "La balia si solleva sulla punta dei piedi e alza la mano minuta, con la pelle giallastra e rugosa, per tracciare un segno di croce sulla fronte del vecchio. Si danno un bacio, uno strano bacio rapido e un po' goffo: se qualcuno li vedesse non potrebbe fare a meno di sorridere. Ma come tutti i baci umani anche questo, alla sua maniera tenera e grottesca, è la risposta a una domanda che non è possibile affidare alle parole" (Márai, pg. 172). Il generale sembra pacificato, le ordina di riappendere il ritratto della moglie - che era stato tolto - tra i quadri degli antenati. Dormirà.

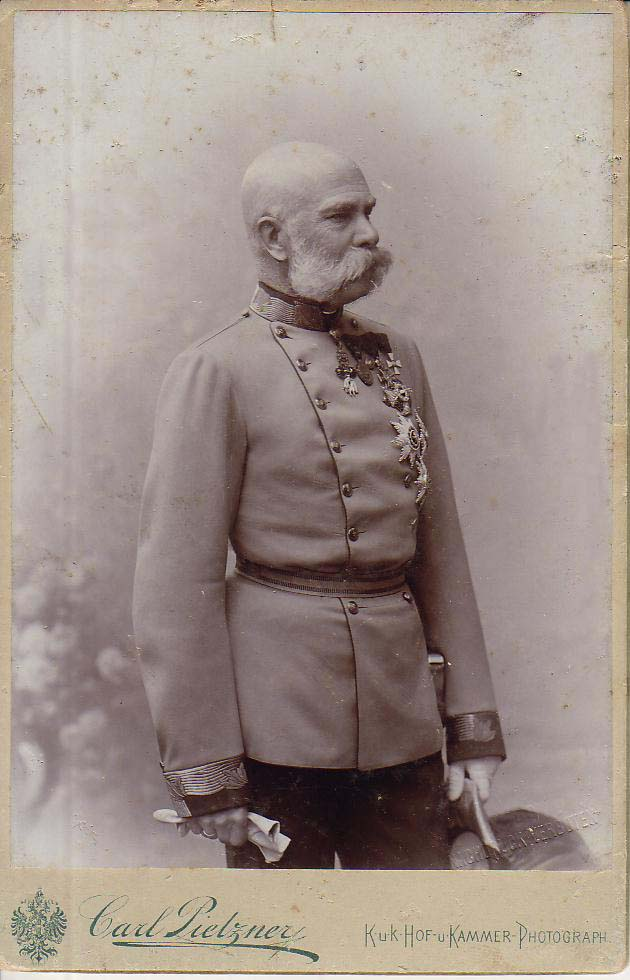
Una foto dell'Imperatore Francesco Giuseppe

## Origini storico letterarie
Nel novembre del 1916 morì Francesco Giuseppe, l'Impero Austro-ungarico era ancora, in apparenza, nel massimo del suo fulgore. Il funerale fu sfarzoso: una processione lungo la Ringstrasse aperta da due palafrenieri con fiaccole, seguiti da uno squadrone di cavalleria e da una lunga fila di berline nere trainate da cavalli che portavano i più alti funzionari dello stato asburgico. Infine venivano il carro funebre drappeggiato di nero, con la bara, su otto cavalli neri. Di fianco al carro, a destra, cavalcava il gran maestro delle scuderie conte Pallfy ed ai due lati vi erano ancora paggi con fiaccole ardenti e venti guardie. Dietro al carro funebre un reparto di arcieri e uno della guardia ungherese a cavallo, poi una compagnia di fanteria e infine uno squadrone di cavalleria.
Nel novembre del 1918, esattamente due anni dopo, era tutto scomparso, inghiottito dalla storia. A Schönbrunn, nei grandi camini del castello, si bruciavano gli stendardi delle armate centenarie. Un periodo dorato che i due vecchi rimpiangeranno per sempre: Konrad per giustificare il proprio comportamento e la fuga dice: "Tutto ciò cui giurammo fedeltà non esiste più"..."Sono tutti morti oppure se ne sono andati, hanno rinunciato a tutto quello che giurammo di difendere. Esisteva un mondo per il quale valeva la pena di vivere e di morire. Quel mondo è morto. Quello nuovo non fa più per me..." Ma il generale gli risponde: "Per me quel mondo è sempre vivo, anche se non esiste più nella realtà. È vivo perché gli ho giurato fedeltà. È tutto ciò che posso dire" (Márai, pg. 81).
Il tradimento quindi è doppio: sentimentale e morale. Del resto il generale se lo aspettava, la sua amicizia con Konrad è sempre stata condizionata da un diverso sentire. La musica, le riunioni mondane, le donne, la vita in caserma. I due giovani sono uniti ma su sponde opposte. Konrad non vuole accettare nulla da lui, per senso dell'onore, nonostante non abbia i mezzi per potersi permettere la vita brillante e spensierata dell'amico. Si chiude in casa, vive in un mondo di idee, legge molto. È un artista e un sicuro interprete e conoscitore d'arte. Mentre il generale si trova a proprio agio nelle feste affollate, a caccia, a cavallo, nelle attività militari.
Il racconto cerca di bilanciare le ragioni delle due parti: la fredda razionalità di Henrik, il suo sentimento di lealtà verso i valori fondanti della famiglia, patria, sovrano, reggimento amici virili - che sa concedersi una sola onorevole eccezione - quando c'è di mezzo la passione per una donna. E il sentimento artistico, l'amore per la musica, la parentela con Chopin, la vicinanza con lo spirito femminile che lega Konrad anche alla madre di Henrik quando siedono assieme al piano e suonano a quattro mani, completamente rapiti dalla musica, mentre Henrik e suo padre ascoltano per dovere, soffrendo la loro totale estraneità alla coppia, che si è formata attraverso la naturale vicinanza di due sensibilità raffinate.
Il tradimento di Konrad è il prezzo del riscatto per gli anni in cui ha dovuto subire la supremazia dell'amico, sia in campo economico sia sociale. Anche se è riuscito a ritagliarsi un proprio spazio intellettuale e morale in cui Henrik lo rispetta, Konrad avverte la fragilità di questa condizione, che vale solo quando sono soli. Appena sale a cavallo, balla o anche semplicemente entra da Sacher, Henrik brilla di quel fascino naturale e invincibile che l'adolescenza spensierata presta alla prima maturità, chiedendone poi pesanti interessi alla vecchiaia. Salta agli occhi il parallelo con la vicenda di Narciso e Boccadoro, di Hermann Hesse: Narciso, la ragione e l'ordine morale - dice a Boccadoro, la sensualità e la sensibilità artistica: "Non è il nostro compito quello d'avvicinarci, così come non s'avvicinano fra loro il sole e la luna, o il mare e la terra. Noi due, caro amico, siamo il sole e la luna, siamo il mare e la terra. La nostra meta non è di trasformarci l'uno nell'altro, ma di conoscerci l'un l'altro e d'imparare a vedere e a rispettare nell'altro ciò ch'egli è: il nostro opposto e il nostro complemento". È molto probabile che Márai conoscesse questo libro che era stato pubblicato nel '30, poco prima de Le Braci, nell'area mitteleuropea dove lingua, tradizione e sentimenti, apparentavano tutti gli scrittori che, in quegli anni, sia pure in diverse nazioni, vivevano sotto lo stesso cielo.

## Recensioni
- "Un magnifico romanzo con una storia avvincente e appassionata", Times di Londra
- "Impressionante, incredibile e di grande effetto", Daily Telegraph
- "Fantastico, un requiem scuro, melodico e orecchiabile", The Observer
- "Un capolavoro ...! Márai scrive con una creatività sorprendente... una lettura eccitante", Evening Standard
- "Un punto di riferimento, uno di quei romanzi che rimangono a lungo nella memoria", Sunday Telegraph

## Edizioni
Il romanzo è apparso per la prima volta in ungherese nel 1942 (ma non ha avuto successo), poi in tedesco nel 1950 nella traduzione di Eugene Görcz. Dopo il grande successo di una traduzione in francese presso Albin Michel nel 1995, Piper Verlag lo ha ripubblicato in Germania nel 1999, con una nuova traduzione di Christina Viraghs. La nuova edizione è stata un successo anche dal punto di vista economico: ha venduto più di 200 000 copie in un anno.

In Italia Le braci fu pubblicato nel 1998 da Adelphi nella collana "Biblioteca".

## Adattamenti cinematografici e teatrali
La storia è stata ripresa due volte per il cinema: nel 1967, nella Repubblica federale tedesca sotto la direzione di Köberles Korbinian è stato girato un cortometraggio di 40 minuti per la TV con il titolo "Cenere e brace" e nel 2006 in Ungheria come film per la distribuzione su DVD, diretto da István Iglódi.
Il 16 ottobre 2002 Knut Boeser ha presentato la prima tedesca di un suo adattamento, presso lo Schauspielhaus di Düsseldorf, con la direzione di Ingo Brux e con Ernst Alisch e Peter Harting, scenografie di Gerhard Benz, costumi di Elizabeth Strauss. Christopher Hampton (Le relazioni pericolose) ha adattato il romanzo in lingua inglese, trendone un piece teatrale, rappresentata per la prima volta a Londra, nel 2006.. Il 4 dicembre 2009, la versione in lingua tedesca di questa performance è stata rappresentata allo Schauspielhaus di Graz, con Helmuth Lohner nel ruolo di Henrik.
Il 15 luglio 2015 si è tenuta, al Festival della Valle d'Itria di Martina Franca, la prima rappresentazione dell'opera lirica Le braci scritta e musicata da Marco Tutino basandosi sul romanzo di Márai.

## Edizioni
- Sándor Márai, Le braci, traduzione di Marinella D'Alessandro, collana Biblioteca Adelphi, n. 358, Adelphi, 1998,  p. 181, ISBN 978-88-459-2257-2.